# Bar Refaeli
Bar Refaeli (født 4. juni 1985) er en israelsk supermodel, tv-vært, skuespillerinde og forretningskvinde.
Som tv-vært har Refaeli været vært for X Factor Israel siden 2013 og vil samtidig være vært for Eurovision Song Contest 2019 i Tel Aviv.